# Shōzo Sasahara
Shōzo Sasahara (笹原 正三?, Sasahara Shōzō; Yamagata, 28 luglio 1929 – 5 marzo 2023) è stato un lottatore giapponese.

## Palmarès
Olimpiadi
- 1 medaglia:
  - 1 oro (lotta libera - pesi gallo a Melbourne 1956)

Mondiali
- 1 medaglia:
  - 1 oro (62 kg a Tokyo 1954)